# Penianthus longifolius
Penianthus longifolius är en tvåhjärtbladig växtart som beskrevs av John Miers. Penianthus longifolius ingår i släktet Penianthus och familjen Menispermaceae. Inga underarter finns listade i Catalogue of Life.